# Ognjen Amidžić
Ognjen Amidžić (Šabac, 17. lipnja 1975.) je srpski glazbenik, televizijski voditelj i zabavljač.
Njegov otac Zoran također je bio televizijski novinar. Poginuo je tijekom izvještavanja za vrijeme Domovinskog rata u Republici Hrvatskoj. Nakon očeve smrti Ognjen počinje raditi na TV Šabac gdje je vodio glazbenu emisiju Vi-Džej 015.
Nakon toga radi na radio postaji Beograd 202, a potom i na RTS-u (emisija Garaža).  2001. godine prelazi na televiziju Pink. Gosti su mu dolazili u krevet, a on je emisiju vodio u pidžami. Kasnije je tu ideju proširio i na ostale Pinkove pridružne stanice u Bosni i Hercegovini i Crnoj Gori, koje su poput nekadašnje JRT zajedno realizirale emisiju Balkan net.

## Flamingosi
2005. s Crnogorcem Marinkom Madžgaljem osniva grupu Flamingosi. 2006. godine, Flamingosi s pjesmom "Crazy summer dance" bivaju proglašeni pobjednicima "Beovizije", srpsko-crnogorskog izbora za pjesmu Eurovizije, unatoč odluci žirija da po drugu godinu za redom pošalju crnogorski boy band No name. Već okušanom metodom, crnogorski članovi žirija nisu dodjeljivali srpskim skladbama bodove, kao što su to činili srpski članovi, pa su pobjedu odnijeli Crnogorci, na gnušno negodovanje prisutne publike. RTS je kasnije donio odluku ne poslati nikoga na finalno natjecanje.
Flamingosi su na Pinku imali emisiju Ćao Darvine. 

## Trenutni anganžman
Voditelj je emisije Amidži šou zajedno s Oskarom, Ognjenovim alter egom, te reality showa "Farma".

## Filmografija
- Ljubav, navika, panika, 2005 - kao policajac.
- Crni Gruja i kamen mudrosti Radonja, 2007 - kao Radonja.

## Vanjske poveznice
- Spreman na sve za dobar štos („Politika“, 5. rujna 2010.)